# 1997年のナショナルリーグチャンピオンシップシリーズ
1997年の野球において、メジャーリーグベースボール（MLB）のポストシーズンは9月30日に開幕した。ナショナルリーグの第28回リーグチャンピオンシップシリーズ（英語: 28th National League Championship Series、以下「リーグ優勝決定戦」と表記）は、10月7日から14日にかけて計6試合が開催された。その結果、フロリダ・マーリンズ（東地区）がアトランタ・ブレーブス（同）を4勝2敗で下し、球団創設5年目で初のリーグ優勝およびワールドシリーズ進出を果たした。
両球団がポストシーズンで対戦するのはこれが初めて。この年のレギュラーシーズンでは両球団は12試合対戦し、マーリンズが8勝4敗と勝ち越していた。マーリンズの創設5年目でのリーグ優勝は、1961年以降のエクスパンションで創設された球団によるものとしては史上最速であり、また地区優勝をしていないワイルドカード球団による史上初のものにもなった。一方のブレーブスは、1942年から1944年にかけてのセントルイス・カージナルス以来となるナショナルリーグ3連覇を達成することはできなかった。カージナルス以来の3連覇に挑んだのは今回のブレーブスが延べ9球団目だが、全て失敗に終わっている。シリーズMVPには、第5戦で15奪三振1失点完投勝利を挙げるなど、2試合10.2イニングで2勝0敗・防御率0.84という成績を残したマーリンズのリバン・ヘルナンデスが選出された。このあとマーリンズは、ワールドシリーズでもアメリカンリーグ王者クリーブランド・インディアンスを4勝3敗で下して初優勝を成し遂げた。

## 試合結果
1997年のナショナルリーグ優勝決定戦は10月7日に開幕し、途中に移動日を挟んで8日間で6試合が行われた。日程・結果は以下の通り。
| 日付                                                     | 試合  | ビジター球団（先攻）   | スコア | ホーム球団（後攻）     | 開催球場                     | 開催球場                                         |
| -------------------------------------------------------- | ----- | ---------------------- | ------ | ---------------------- | ---------------------------- | ------------------------------------------------ |
| 10月07日（火）                                           | 第1戦 | フロリダ・マーリンズ   | 5－3   | アトランタ・ブレーブス | ターナー・フィールド         | ターナー・フィールドプロ・プレイヤー・スタジアム |
| 10月08日（水）                                           | 第2戦 | フロリダ・マーリンズ   | 1－7   | アトランタ・ブレーブス | ターナー・フィールド         | ターナー・フィールドプロ・プレイヤー・スタジアム |
| 10月09日（木）                                           |       | 移動日                 | 移動日 | 移動日                 |                              | ターナー・フィールドプロ・プレイヤー・スタジアム |
| 10月10日（金）                                           | 第3戦 | アトランタ・ブレーブス | 2－5   | フロリダ・マーリンズ   | プロ・プレイヤー・スタジアム | ターナー・フィールドプロ・プレイヤー・スタジアム |
| 10月11日（土）                                           | 第4戦 | アトランタ・ブレーブス | 4－0   | フロリダ・マーリンズ   | プロ・プレイヤー・スタジアム | ターナー・フィールドプロ・プレイヤー・スタジアム |
| 10月12日（日）                                           | 第5戦 | アトランタ・ブレーブス | 1－2   | フロリダ・マーリンズ   | プロ・プレイヤー・スタジアム | ターナー・フィールドプロ・プレイヤー・スタジアム |
| 10月13日（月）                                           |       | 移動日                 | 移動日 | 移動日                 |                              | ターナー・フィールドプロ・プレイヤー・スタジアム |
| 10月14日（火）                                           | 第6戦 | フロリダ・マーリンズ   | 7－4   | アトランタ・ブレーブス | ターナー・フィールド         | ターナー・フィールドプロ・プレイヤー・スタジアム |
| 優勝：フロリダ・マーリンズ（4勝2敗 / 球団創設5年目で初） |       |                        |        |                        |                              | ターナー・フィールドプロ・プレイヤー・スタジアム |

### 第1戦 10月7日
- ターナー・フィールド（ジョージア州アトランタ）

|                        | 1 | 2 | 3 | 4 | 5 | 6 | 7 | 8 | 9 | R | H | E |
| ---------------------- | - | - | - | - | - | - | - | - | - | - | - | - |
| フロリダ・マーリンズ   | 3 | 0 | 2 | 0 | 0 | 0 | 0 | 0 | 0 | 5 | 6 | 0 |
| アトランタ・ブレーブス | 1 | 0 | 1 | 0 | 0 | 1 | 0 | 0 | 0 | 3 | 5 | 2 |

1. 勝利：ケビン・ブラウン（1勝）
2. セーブ：ロブ・ネン（1S）
3. 敗戦：グレッグ・マダックス（1敗）
4. 本塁打
ATL：チッパー・ジョーンズ1号ソロ、ライアン・クレスコ1号ソロ
5. 審判
［球審］ブルース・フローミング
［塁審］一塁: チャーリー・ウィリアムズ、二塁: マイク・ウィンタース、三塁: ジェリー・レイン
［外審］左翼: エリック・グレッグ、右翼: フランク・プーリ
6. 試合開始時刻: 東部夏時間（UTC-4）午後8時9分  試合時間: 3時間4分  観客: 4万9244人  気温: 76°F（24.4°C）
詳細: MLB.com Gameday / Baseball-Reference.com

| フロリダ・マーリンズ | フロリダ・マーリンズ | フロリダ・マーリンズ | フロリダ・マーリンズ | フロリダ・マーリンズ                                                                                               | アトランタ・ブレーブス | アトランタ・ブレーブス | アトランタ・ブレーブス | アトランタ・ブレーブス | アトランタ・ブレーブス                                                                                      |
| -------------------- | -------------------- | -------------------- | -------------------- | --- | ---------------------- | ---------------------- | ---------------------- | ---------------------- | --- |
| 打順                 | 守備                 | 選手                 | 打席                 | K・ブラウンC・ジョンソンJ・コーナインC・カウンセルB・ボニーヤE・レンテリアM・アルーD・ホワイトG・シェ · フィールド | 打順                   | 守備                   | 選手                   | 打席                   | G・マダックスE・ペレスF・マグリフK・ロックハートC・ジョーンズJ・ブラウザーR・クレスコK・ロフトンM・タッカー |
| 1                    | 中                   | D・ホワイト          | 両                   | K・ブラウンC・ジョンソンJ・コーナインC・カウンセルB・ボニーヤE・レンテリアM・アルーD・ホワイトG・シェ · フィールド | 1                      | 中                     | K・ロフトン            | 左                     | G・マダックスE・ペレスF・マグリフK・ロックハートC・ジョーンズJ・ブラウザーR・クレスコK・ロフトンM・タッカー |
| 2                    | 遊                   | E・レンテリア        | 右                   | K・ブラウンC・ジョンソンJ・コーナインC・カウンセルB・ボニーヤE・レンテリアM・アルーD・ホワイトG・シェ · フィールド | 2                      | 二                     | K・ロックハート        | 左                     | G・マダックスE・ペレスF・マグリフK・ロックハートC・ジョーンズJ・ブラウザーR・クレスコK・ロフトンM・タッカー |
| 3                    | 右                   | G・シェフィールド    | 右                   | K・ブラウンC・ジョンソンJ・コーナインC・カウンセルB・ボニーヤE・レンテリアM・アルーD・ホワイトG・シェ · フィールド | 3                      | 三                     | C・ジョーンズ          | 両                     | G・マダックスE・ペレスF・マグリフK・ロックハートC・ジョーンズJ・ブラウザーR・クレスコK・ロフトンM・タッカー |
| 4                    | 三                   | B・ボニーヤ          | 両                   | K・ブラウンC・ジョンソンJ・コーナインC・カウンセルB・ボニーヤE・レンテリアM・アルーD・ホワイトG・シェ · フィールド | 4                      | 一                     | F・マグリフ            | 左                     | G・マダックスE・ペレスF・マグリフK・ロックハートC・ジョーンズJ・ブラウザーR・クレスコK・ロフトンM・タッカー |
| 5                    | 一                   | J・コーナイン        | 右                   | K・ブラウンC・ジョンソンJ・コーナインC・カウンセルB・ボニーヤE・レンテリアM・アルーD・ホワイトG・シェ · フィールド | 5                      | 左                     | R・クレスコ            | 左                     | G・マダックスE・ペレスF・マグリフK・ロックハートC・ジョーンズJ・ブラウザーR・クレスコK・ロフトンM・タッカー |
| 6                    | 左                   | M・アルー            | 右                   | K・ブラウンC・ジョンソンJ・コーナインC・カウンセルB・ボニーヤE・レンテリアM・アルーD・ホワイトG・シェ · フィールド | 6                      | 右                     | M・タッカー            | 左                     | G・マダックスE・ペレスF・マグリフK・ロックハートC・ジョーンズJ・ブラウザーR・クレスコK・ロフトンM・タッカー |
| 7                    | 捕                   | C・ジョンソン        | 右                   | K・ブラウンC・ジョンソンJ・コーナインC・カウンセルB・ボニーヤE・レンテリアM・アルーD・ホワイトG・シェ · フィールド | 7                      | 捕                     | E・ペレス              | 右                     | G・マダックスE・ペレスF・マグリフK・ロックハートC・ジョーンズJ・ブラウザーR・クレスコK・ロフトンM・タッカー |
| 8                    | 二                   | C・カウンセル        | 左                   | K・ブラウンC・ジョンソンJ・コーナインC・カウンセルB・ボニーヤE・レンテリアM・アルーD・ホワイトG・シェ · フィールド | 8                      | 遊                     | J・ブラウザー          | 右                     | G・マダックスE・ペレスF・マグリフK・ロックハートC・ジョーンズJ・ブラウザーR・クレスコK・ロフトンM・タッカー |
| 9                    | 投                   | K・ブラウン          | 右                   | K・ブラウンC・ジョンソンJ・コーナインC・カウンセルB・ボニーヤE・レンテリアM・アルーD・ホワイトG・シェ · フィールド | 9                      | 投                     | G・マダックス          | 右                     | G・マダックスE・ペレスF・マグリフK・ロックハートC・ジョーンズJ・ブラウザーR・クレスコK・ロフトンM・タッカー |
| 先発投手             | 先発投手             | 先発投手             | 投球                 | K・ブラウンC・ジョンソンJ・コーナインC・カウンセルB・ボニーヤE・レンテリアM・アルーD・ホワイトG・シェ · フィールド | 先発投手               | 先発投手               | 先発投手               | 投球                   | G・マダックスE・ペレスF・マグリフK・ロックハートC・ジョーンズJ・ブラウザーR・クレスコK・ロフトンM・タッカー |
| K・ブラウン          | K・ブラウン          | K・ブラウン          | 右                   | K・ブラウンC・ジョンソンJ・コーナインC・カウンセルB・ボニーヤE・レンテリアM・アルーD・ホワイトG・シェ · フィールド | G・マダックス          | G・マダックス          | G・マダックス          | 右                     | G・マダックスE・ペレスF・マグリフK・ロックハートC・ジョーンズJ・ブラウザーR・クレスコK・ロフトンM・タッカー |

### 第2戦 10月8日
- ターナー・フィールド（ジョージア州アトランタ）

|                        | 1 | 2 | 3 | 4 | 5 | 6 | 7 | 8 | 9 | R | H  | E |
| ---------------------- | - | - | - | - | - | - | - | - | - | - | -- | - |
| フロリダ・マーリンズ   | 0 | 0 | 0 | 0 | 0 | 0 | 0 | 1 | 0 | 1 | 3  | 1 |
| アトランタ・ブレーブス | 3 | 0 | 2 | 0 | 0 | 0 | 2 | 0 | X | 7 | 13 | 0 |

1. 勝利：トム・グラビン（1勝）
2. 敗戦：アレックス・フェルナンデス（1敗）
3. 本塁打
ATL：ライアン・クレスコ2号2ラン、チッパー・ジョーンズ2号2ラン
4. 審判
［球審］チャーリー・ウィリアムズ
［塁審］一塁: マイク・ウィンタース、二塁: ジェリー・レイン、三塁: エリック・グレッグ
［外審］左翼: フランク・プーリ、右翼: ブルース・フローミング
5. 試合開始時刻: 東部夏時間（UTC-4）午後4時6分  試合時間: 2時間51分  観客: 4万8933人  気温: 85°F（29.4°C）
詳細: MLB.com Gameday / Baseball-Reference.com

| フロリダ・マーリンズ | フロリダ・マーリンズ | フロリダ・マーリンズ | フロリダ・マーリンズ | フロリダ・マーリンズ | アトランタ・ブレーブス | アトランタ・ブレーブス | アトランタ・ブレーブス | アトランタ・ブレーブス | アトランタ・ブレーブス                                                                                    |
| -------------------- | -------------------- | -------------------- | -------------------- | --- | ---------------------- | ---------------------- | ---------------------- | ---------------------- | --- |
| 打順                 | 守備                 | 選手                 | 打席                 | A・フェルナンデスC・ジョンソンJ・コーナインK・アボットB・ボニーヤE・レンテリアJ・アイゼン · ライクD・ホワイトG・シェ · フィールド | 打順                   | 守備                   | 選手                   | 打席                   | T・グラビンJ・ロペスF・マグリフK・ロックハートC・ジョーンズJ・ブラウザーR・クレスコK・ロフトンM・タッカー |
| 1                    | 二                   | K・アボット          | 右                   | A・フェルナンデスC・ジョンソンJ・コーナインK・アボットB・ボニーヤE・レンテリアJ・アイゼン · ライクD・ホワイトG・シェ · フィールド | 1                      | 中                     | K・ロフトン            | 左                     | T・グラビンJ・ロペスF・マグリフK・ロックハートC・ジョーンズJ・ブラウザーR・クレスコK・ロフトンM・タッカー |
| 2                    | 遊                   | E・レンテリア        | 右                   | A・フェルナンデスC・ジョンソンJ・コーナインK・アボットB・ボニーヤE・レンテリアJ・アイゼン · ライクD・ホワイトG・シェ · フィールド | 2                      | 二                     | K・ロックハート        | 左                     | T・グラビンJ・ロペスF・マグリフK・ロックハートC・ジョーンズJ・ブラウザーR・クレスコK・ロフトンM・タッカー |
| 3                    | 右                   | G・シェフィールド    | 右                   | A・フェルナンデスC・ジョンソンJ・コーナインK・アボットB・ボニーヤE・レンテリアJ・アイゼン · ライクD・ホワイトG・シェ · フィールド | 3                      | 三                     | C・ジョーンズ          | 両                     | T・グラビンJ・ロペスF・マグリフK・ロックハートC・ジョーンズJ・ブラウザーR・クレスコK・ロフトンM・タッカー |
| 4                    | 三                   | B・ボニーヤ          | 両                   | A・フェルナンデスC・ジョンソンJ・コーナインK・アボットB・ボニーヤE・レンテリアJ・アイゼン · ライクD・ホワイトG・シェ · フィールド | 4                      | 一                     | F・マグリフ            | 左                     | T・グラビンJ・ロペスF・マグリフK・ロックハートC・ジョーンズJ・ブラウザーR・クレスコK・ロフトンM・タッカー |
| 5                    | 一                   | J・コーナイン        | 右                   | A・フェルナンデスC・ジョンソンJ・コーナインK・アボットB・ボニーヤE・レンテリアJ・アイゼン · ライクD・ホワイトG・シェ · フィールド | 5                      | 左                     | R・クレスコ            | 左                     | T・グラビンJ・ロペスF・マグリフK・ロックハートC・ジョーンズJ・ブラウザーR・クレスコK・ロフトンM・タッカー |
| 6                    | 左                   | J・アイゼンライク    | 左                   | A・フェルナンデスC・ジョンソンJ・コーナインK・アボットB・ボニーヤE・レンテリアJ・アイゼン · ライクD・ホワイトG・シェ · フィールド | 6                      | 捕                     | J・ロペス              | 右                     | T・グラビンJ・ロペスF・マグリフK・ロックハートC・ジョーンズJ・ブラウザーR・クレスコK・ロフトンM・タッカー |
| 7                    | 捕                   | C・ジョンソン        | 右                   | A・フェルナンデスC・ジョンソンJ・コーナインK・アボットB・ボニーヤE・レンテリアJ・アイゼン · ライクD・ホワイトG・シェ · フィールド | 7                      | 右                     | M・タッカー            | 左                     | T・グラビンJ・ロペスF・マグリフK・ロックハートC・ジョーンズJ・ブラウザーR・クレスコK・ロフトンM・タッカー |
| 8                    | 中                   | D・ホワイト          | 両                   | A・フェルナンデスC・ジョンソンJ・コーナインK・アボットB・ボニーヤE・レンテリアJ・アイゼン · ライクD・ホワイトG・シェ · フィールド | 8                      | 遊                     | J・ブラウザー          | 右                     | T・グラビンJ・ロペスF・マグリフK・ロックハートC・ジョーンズJ・ブラウザーR・クレスコK・ロフトンM・タッカー |
| 9                    | 投                   | A・フェルナンデス    | 右                   | A・フェルナンデスC・ジョンソンJ・コーナインK・アボットB・ボニーヤE・レンテリアJ・アイゼン · ライクD・ホワイトG・シェ · フィールド | 9                      | 投                     | T・グラビン            | 左                     | T・グラビンJ・ロペスF・マグリフK・ロックハートC・ジョーンズJ・ブラウザーR・クレスコK・ロフトンM・タッカー |
| 先発投手             | 先発投手             | 先発投手             | 投球                 | A・フェルナンデスC・ジョンソンJ・コーナインK・アボットB・ボニーヤE・レンテリアJ・アイゼン · ライクD・ホワイトG・シェ · フィールド | 先発投手               | 先発投手               | 先発投手               | 投球                   | T・グラビンJ・ロペスF・マグリフK・ロックハートC・ジョーンズJ・ブラウザーR・クレスコK・ロフトンM・タッカー |
| A・フェルナンデス    | A・フェルナンデス    | A・フェルナンデス    | 右                   | A・フェルナンデスC・ジョンソンJ・コーナインK・アボットB・ボニーヤE・レンテリアJ・アイゼン · ライクD・ホワイトG・シェ · フィールド | T・グラビン            | T・グラビン            | T・グラビン            | 左                     | T・グラビンJ・ロペスF・マグリフK・ロックハートC・ジョーンズJ・ブラウザーR・クレスコK・ロフトンM・タッカー |

### 第3戦 10月10日
- プロ・プレイヤー・スタジアム（フロリダ州マイアミガーデンズ）

|                        | 1 | 2 | 3 | 4 | 5 | 6 | 7 | 8 | 9 | R | H | E |
| ---------------------- | - | - | - | - | - | - | - | - | - | - | - | - |
| アトランタ・ブレーブス | 0 | 0 | 0 | 1 | 0 | 1 | 0 | 0 | 0 | 2 | 6 | 1 |
| フロリダ・マーリンズ   | 0 | 0 | 0 | 1 | 0 | 4 | 0 | 0 | X | 5 | 8 | 1 |

1. 勝利：リバン・ヘルナンデス（1勝）
2. セーブ：ロブ・ネン（2S）
3. 敗戦：ジョン・スモルツ（1敗）
4. 本塁打
FLA：ゲイリー・シェフィールド1号ソロ
5. 審判
［球審］マイク・ウィンタース
［塁審］一塁: ジェリー・レイン、二塁: エリック・グレッグ、三塁: フランク・プーリ
［外審］左翼: ブルース・フローミング、右翼: チャーリー・ウィリアムズ
6. 試合開始時刻: 東部夏時間（UTC-4）午後8時11分  試合時間: 2時間59分  観客: 5万3857人  気温: 77°F（25°C）
詳細: MLB.com Gameday / Baseball-Reference.com

| アトランタ・ブレーブス | アトランタ・ブレーブス | アトランタ・ブレーブス | アトランタ・ブレーブス | アトランタ・ブレーブス                                                                                        | フロリダ・マーリンズ | フロリダ・マーリンズ | フロリダ・マーリンズ | フロリダ・マーリンズ | フロリダ・マーリンズ |
| ---------------------- | ---------------------- | ---------------------- | ---------------------- | --- | -------------------- | -------------------- | -------------------- | -------------------- | --- |
| 打順                   | 守備                   | 選手                   | 打席                   | J・スモルツJ・ロペスF・マグリフT・グラファニーノC・ジョーンズJ・ブラウザーR・クレスコK・ロフトンA・ジョーンズ | 打順                 | 守備                 | 選手                 | 打席                 | T・ソーンダースC・ジョンソンD・ドールトンC・カウンセルB・ボニーヤE・レンテリアJ・キャンジ · ローシD・ホワイトG・シェ · フィールド |
| 1                      | 中                     | K・ロフトン            | 左                     | J・スモルツJ・ロペスF・マグリフT・グラファニーノC・ジョーンズJ・ブラウザーR・クレスコK・ロフトンA・ジョーンズ | 1                    | 左                   | J・キャンジローシ    | 両                   | T・ソーンダースC・ジョンソンD・ドールトンC・カウンセルB・ボニーヤE・レンテリアJ・キャンジ · ローシD・ホワイトG・シェ · フィールド |
| 2                      | 遊                     | J・ブラウザー          | 右                     | J・スモルツJ・ロペスF・マグリフT・グラファニーノC・ジョーンズJ・ブラウザーR・クレスコK・ロフトンA・ジョーンズ | 2                    | 遊                   | E・レンテリア        | 右                   | T・ソーンダースC・ジョンソンD・ドールトンC・カウンセルB・ボニーヤE・レンテリアJ・キャンジ · ローシD・ホワイトG・シェ · フィールド |
| 3                      | 三                     | C・ジョーンズ          | 両                     | J・スモルツJ・ロペスF・マグリフT・グラファニーノC・ジョーンズJ・ブラウザーR・クレスコK・ロフトンA・ジョーンズ | 3                    | 右                   | G・シェフィールド    | 右                   | T・ソーンダースC・ジョンソンD・ドールトンC・カウンセルB・ボニーヤE・レンテリアJ・キャンジ · ローシD・ホワイトG・シェ · フィールド |
| 4                      | 一                     | F・マグリフ            | 左                     | J・スモルツJ・ロペスF・マグリフT・グラファニーノC・ジョーンズJ・ブラウザーR・クレスコK・ロフトンA・ジョーンズ | 4                    | 三                   | B・ボニーヤ          | 両                   | T・ソーンダースC・ジョンソンD・ドールトンC・カウンセルB・ボニーヤE・レンテリアJ・キャンジ · ローシD・ホワイトG・シェ · フィールド |
| 5                      | 捕                     | J・ロペス              | 右                     | J・スモルツJ・ロペスF・マグリフT・グラファニーノC・ジョーンズJ・ブラウザーR・クレスコK・ロフトンA・ジョーンズ | 5                    | 一                   | D・ドールトン        | 左                   | T・ソーンダースC・ジョンソンD・ドールトンC・カウンセルB・ボニーヤE・レンテリアJ・キャンジ · ローシD・ホワイトG・シェ · フィールド |
| 6                      | 右                     | A・ジョーンズ          | 右                     | J・スモルツJ・ロペスF・マグリフT・グラファニーノC・ジョーンズJ・ブラウザーR・クレスコK・ロフトンA・ジョーンズ | 6                    | 中                   | D・ホワイト          | 両                   | T・ソーンダースC・ジョンソンD・ドールトンC・カウンセルB・ボニーヤE・レンテリアJ・キャンジ · ローシD・ホワイトG・シェ · フィールド |
| 7                      | 左                     | R・クレスコ            | 左                     | J・スモルツJ・ロペスF・マグリフT・グラファニーノC・ジョーンズJ・ブラウザーR・クレスコK・ロフトンA・ジョーンズ | 7                    | 捕                   | C・ジョンソン        | 右                   | T・ソーンダースC・ジョンソンD・ドールトンC・カウンセルB・ボニーヤE・レンテリアJ・キャンジ · ローシD・ホワイトG・シェ · フィールド |
| 8                      | 二                     | T・グラファニーノ      | 左                     | J・スモルツJ・ロペスF・マグリフT・グラファニーノC・ジョーンズJ・ブラウザーR・クレスコK・ロフトンA・ジョーンズ | 8                    | 二                   | C・カウンセル        | 左                   | T・ソーンダースC・ジョンソンD・ドールトンC・カウンセルB・ボニーヤE・レンテリアJ・キャンジ · ローシD・ホワイトG・シェ · フィールド |
| 9                      | 投                     | J・スモルツ            | 右                     | J・スモルツJ・ロペスF・マグリフT・グラファニーノC・ジョーンズJ・ブラウザーR・クレスコK・ロフトンA・ジョーンズ | 9                    | 投                   | T・ソーンダース      | 左                   | T・ソーンダースC・ジョンソンD・ドールトンC・カウンセルB・ボニーヤE・レンテリアJ・キャンジ · ローシD・ホワイトG・シェ · フィールド |
| 先発投手               | 先発投手               | 先発投手               | 投球                   | J・スモルツJ・ロペスF・マグリフT・グラファニーノC・ジョーンズJ・ブラウザーR・クレスコK・ロフトンA・ジョーンズ | 先発投手             | 先発投手             | 先発投手             | 投球                 | T・ソーンダースC・ジョンソンD・ドールトンC・カウンセルB・ボニーヤE・レンテリアJ・キャンジ · ローシD・ホワイトG・シェ · フィールド |
| J・スモルツ            | J・スモルツ            | J・スモルツ            | 右                     | J・スモルツJ・ロペスF・マグリフT・グラファニーノC・ジョーンズJ・ブラウザーR・クレスコK・ロフトンA・ジョーンズ | T・ソーンダース      | T・ソーンダース      | T・ソーンダース      | 左                   | T・ソーンダースC・ジョンソンD・ドールトンC・カウンセルB・ボニーヤE・レンテリアJ・キャンジ · ローシD・ホワイトG・シェ · フィールド |

### 第4戦 10月11日
- プロ・プレイヤー・スタジアム（フロリダ州マイアミガーデンズ）

|                        | 1 | 2 | 3 | 4 | 5 | 6 | 7 | 8 | 9 | R | H  | E |
| ---------------------- | - | - | - | - | - | - | - | - | - | - | -- | - |
| アトランタ・ブレーブス | 1 | 0 | 1 | 0 | 2 | 0 | 0 | 0 | 0 | 4 | 11 | 0 |
| フロリダ・マーリンズ   | 0 | 0 | 0 | 0 | 0 | 0 | 0 | 0 | 0 | 0 | 4  | 0 |

1. 勝利：デニー・ネーグル（1勝）
2. 敗戦：アル・ライター（1敗）
3. 本塁打
ATL：ジェフ・ブラウザー1号ソロ
4. 審判
［球審］ジェリー・レイン
［塁審］一塁: エリック・グレッグ、二塁: フランク・プーリ、三塁: ブルース・フローミング
［外審］左翼: チャーリー・ウィリアムズ、右翼: マイク・ウィンタース
5. 試合開始時刻: 東部夏時間（UTC-4）午後7時37分  試合時間: 2時間48分  観客: 5万4890人  気温: 81°F（27.2°C）
詳細: MLB.com Gameday / Baseball-Reference.com

| アトランタ・ブレーブス | アトランタ・ブレーブス | アトランタ・ブレーブス | アトランタ・ブレーブス | アトランタ・ブレーブス                                                                                          | フロリダ・マーリンズ | フロリダ・マーリンズ | フロリダ・マーリンズ | フロリダ・マーリンズ | フロリダ・マーリンズ                                                                                             |
| ---------------------- | ---------------------- | ---------------------- | ---------------------- | --- | -------------------- | -------------------- | -------------------- | -------------------- | --- |
| 打順                   | 守備                   | 選手                   | 打席                   | D・ネーグルJ・ロペスF・マグリフT・グラファニーノC・ジョーンズJ・ブラウザーD・バティスタK・ロフトンA・ジョーンズ | 打順                 | 守備                 | 選手                 | 打席                 | A・ライターC・ジョンソンJ・コーナインK・アボットB・ボニーヤE・レンテリアM・アルーD・ホワイトG・シェ · フィールド |
| 1                      | 中                     | K・ロフトン            | 左                     | D・ネーグルJ・ロペスF・マグリフT・グラファニーノC・ジョーンズJ・ブラウザーD・バティスタK・ロフトンA・ジョーンズ | 1                    | 二                   | K・アボット          | 右                   | A・ライターC・ジョンソンJ・コーナインK・アボットB・ボニーヤE・レンテリアM・アルーD・ホワイトG・シェ · フィールド |
| 2                      | 遊                     | J・ブラウザー          | 右                     | D・ネーグルJ・ロペスF・マグリフT・グラファニーノC・ジョーンズJ・ブラウザーD・バティスタK・ロフトンA・ジョーンズ | 2                    | 遊                   | E・レンテリア        | 右                   | A・ライターC・ジョンソンJ・コーナインK・アボットB・ボニーヤE・レンテリアM・アルーD・ホワイトG・シェ · フィールド |
| 3                      | 三                     | C・ジョーンズ          | 両                     | D・ネーグルJ・ロペスF・マグリフT・グラファニーノC・ジョーンズJ・ブラウザーD・バティスタK・ロフトンA・ジョーンズ | 3                    | 右                   | G・シェフィールド    | 右                   | A・ライターC・ジョンソンJ・コーナインK・アボットB・ボニーヤE・レンテリアM・アルーD・ホワイトG・シェ · フィールド |
| 4                      | 一                     | F・マグリフ            | 左                     | D・ネーグルJ・ロペスF・マグリフT・グラファニーノC・ジョーンズJ・ブラウザーD・バティスタK・ロフトンA・ジョーンズ | 4                    | 三                   | B・ボニーヤ          | 両                   | A・ライターC・ジョンソンJ・コーナインK・アボットB・ボニーヤE・レンテリアM・アルーD・ホワイトG・シェ · フィールド |
| 5                      | 捕                     | J・ロペス              | 右                     | D・ネーグルJ・ロペスF・マグリフT・グラファニーノC・ジョーンズJ・ブラウザーD・バティスタK・ロフトンA・ジョーンズ | 5                    | 一                   | J・コーナイン        | 右                   | A・ライターC・ジョンソンJ・コーナインK・アボットB・ボニーヤE・レンテリアM・アルーD・ホワイトG・シェ · フィールド |
| 6                      | 右                     | A・ジョーンズ          | 右                     | D・ネーグルJ・ロペスF・マグリフT・グラファニーノC・ジョーンズJ・ブラウザーD・バティスタK・ロフトンA・ジョーンズ | 6                    | 左                   | M・アルー            | 右                   | A・ライターC・ジョンソンJ・コーナインK・アボットB・ボニーヤE・レンテリアM・アルーD・ホワイトG・シェ · フィールド |
| 7                      | 左                     | D・バティスタ          | 右                     | D・ネーグルJ・ロペスF・マグリフT・グラファニーノC・ジョーンズJ・ブラウザーD・バティスタK・ロフトンA・ジョーンズ | 7                    | 捕                   | C・ジョンソン        | 右                   | A・ライターC・ジョンソンJ・コーナインK・アボットB・ボニーヤE・レンテリアM・アルーD・ホワイトG・シェ · フィールド |
| 8                      | 二                     | T・グラファニーノ      | 左                     | D・ネーグルJ・ロペスF・マグリフT・グラファニーノC・ジョーンズJ・ブラウザーD・バティスタK・ロフトンA・ジョーンズ | 8                    | 中                   | D・ホワイト          | 両                   | A・ライターC・ジョンソンJ・コーナインK・アボットB・ボニーヤE・レンテリアM・アルーD・ホワイトG・シェ · フィールド |
| 9                      | 投                     | D・ネーグル            | 左                     | D・ネーグルJ・ロペスF・マグリフT・グラファニーノC・ジョーンズJ・ブラウザーD・バティスタK・ロフトンA・ジョーンズ | 9                    | 投                   | A・ライター          | 左                   | A・ライターC・ジョンソンJ・コーナインK・アボットB・ボニーヤE・レンテリアM・アルーD・ホワイトG・シェ · フィールド |
| 先発投手               | 先発投手               | 先発投手               | 投球                   | D・ネーグルJ・ロペスF・マグリフT・グラファニーノC・ジョーンズJ・ブラウザーD・バティスタK・ロフトンA・ジョーンズ | 先発投手             | 先発投手             | 先発投手             | 投球                 | A・ライターC・ジョンソンJ・コーナインK・アボットB・ボニーヤE・レンテリアM・アルーD・ホワイトG・シェ · フィールド |
| D・ネーグル            | D・ネーグル            | D・ネーグル            | 左                     | D・ネーグルJ・ロペスF・マグリフT・グラファニーノC・ジョーンズJ・ブラウザーD・バティスタK・ロフトンA・ジョーンズ | A・ライター          | A・ライター          | A・ライター          | 左                   | A・ライターC・ジョンソンJ・コーナインK・アボットB・ボニーヤE・レンテリアM・アルーD・ホワイトG・シェ · フィールド |

### 第5戦 10月12日
- プロ・プレイヤー・スタジアム（フロリダ州マイアミガーデンズ）

|                        | 1 | 2 | 3 | 4 | 5 | 6 | 7 | 8 | 9 | R | H | E |
| ---------------------- | - | - | - | - | - | - | - | - | - | - | - | - |
| アトランタ・ブレーブス | 0 | 1 | 0 | 0 | 0 | 0 | 0 | 0 | 0 | 1 | 3 | 0 |
| フロリダ・マーリンズ   | 1 | 0 | 0 | 0 | 0 | 0 | 1 | 0 | X | 2 | 5 | 0 |

1. 勝利：リバン・ヘルナンデス（2勝）
2. 敗戦：グレッグ・マダックス（2敗）
3. 本塁打
ATL：マイケル・タッカー1号ソロ
4. 審判
［球審］エリック・グレッグ
［塁審］一塁: フランク・プーリ、二塁: ブルース・フローミング、三塁: チャーリー・ウィリアムズ
［外審］左翼: マイク・ウィンタース、右翼: ジェリー・レイン
5. 試合開始時刻: 東部夏時間（UTC-4）午後4時12分  試合時間: 2時間27分  観客: 5万1982人  気温: 86°F（30°C）
詳細: MLB.com Gameday / Baseball-Reference.com

| アトランタ・ブレーブス | アトランタ・ブレーブス | アトランタ・ブレーブス | アトランタ・ブレーブス | アトランタ・ブレーブス                                                                                      | フロリダ・マーリンズ | フロリダ・マーリンズ | フロリダ・マーリンズ | フロリダ・マーリンズ | フロリダ・マーリンズ                                                                                                 |
| ---------------------- | ---------------------- | ---------------------- | ---------------------- | --- | -------------------- | -------------------- | -------------------- | -------------------- | --- |
| 打順                   | 守備                   | 選手                   | 打席                   | G・マダックスE・ペレスF・マグリフK・ロックハートC・ジョーンズJ・ブラウザーR・クレスコK・ロフトンM・タッカー | 打順                 | 守備                 | 選手                 | 打席                 | L・ヘルナンデスC・ジョンソンJ・コーナインK・アボットB・ボニーヤE・レンテリアM・アルーD・ホワイトG・シェ · フィールド |
| 1                      | 中                     | K・ロフトン            | 左                     | G・マダックスE・ペレスF・マグリフK・ロックハートC・ジョーンズJ・ブラウザーR・クレスコK・ロフトンM・タッカー | 1                    | 中                   | D・ホワイト          | 両                   | L・ヘルナンデスC・ジョンソンJ・コーナインK・アボットB・ボニーヤE・レンテリアM・アルーD・ホワイトG・シェ · フィールド |
| 2                      | 二                     | K・ロックハート        | 左                     | G・マダックスE・ペレスF・マグリフK・ロックハートC・ジョーンズJ・ブラウザーR・クレスコK・ロフトンM・タッカー | 2                    | 遊                   | E・レンテリア        | 右                   | L・ヘルナンデスC・ジョンソンJ・コーナインK・アボットB・ボニーヤE・レンテリアM・アルーD・ホワイトG・シェ · フィールド |
| 3                      | 三                     | C・ジョーンズ          | 両                     | G・マダックスE・ペレスF・マグリフK・ロックハートC・ジョーンズJ・ブラウザーR・クレスコK・ロフトンM・タッカー | 3                    | 右                   | G・シェフィールド    | 右                   | L・ヘルナンデスC・ジョンソンJ・コーナインK・アボットB・ボニーヤE・レンテリアM・アルーD・ホワイトG・シェ · フィールド |
| 4                      | 一                     | F・マグリフ            | 左                     | G・マダックスE・ペレスF・マグリフK・ロックハートC・ジョーンズJ・ブラウザーR・クレスコK・ロフトンM・タッカー | 4                    | 三                   | B・ボニーヤ          | 両                   | L・ヘルナンデスC・ジョンソンJ・コーナインK・アボットB・ボニーヤE・レンテリアM・アルーD・ホワイトG・シェ · フィールド |
| 5                      | 左                     | R・クレスコ            | 左                     | G・マダックスE・ペレスF・マグリフK・ロックハートC・ジョーンズJ・ブラウザーR・クレスコK・ロフトンM・タッカー | 5                    | 一                   | J・コーナイン        | 右                   | L・ヘルナンデスC・ジョンソンJ・コーナインK・アボットB・ボニーヤE・レンテリアM・アルーD・ホワイトG・シェ · フィールド |
| 6                      | 右                     | M・タッカー            | 左                     | G・マダックスE・ペレスF・マグリフK・ロックハートC・ジョーンズJ・ブラウザーR・クレスコK・ロフトンM・タッカー | 6                    | 左                   | M・アルー            | 右                   | L・ヘルナンデスC・ジョンソンJ・コーナインK・アボットB・ボニーヤE・レンテリアM・アルーD・ホワイトG・シェ · フィールド |
| 7                      | 捕                     | E・ペレス              | 右                     | G・マダックスE・ペレスF・マグリフK・ロックハートC・ジョーンズJ・ブラウザーR・クレスコK・ロフトンM・タッカー | 7                    | 捕                   | C・ジョンソン        | 右                   | L・ヘルナンデスC・ジョンソンJ・コーナインK・アボットB・ボニーヤE・レンテリアM・アルーD・ホワイトG・シェ · フィールド |
| 8                      | 遊                     | J・ブラウザー          | 右                     | G・マダックスE・ペレスF・マグリフK・ロックハートC・ジョーンズJ・ブラウザーR・クレスコK・ロフトンM・タッカー | 8                    | 二                   | C・カウンセル        | 右                   | L・ヘルナンデスC・ジョンソンJ・コーナインK・アボットB・ボニーヤE・レンテリアM・アルーD・ホワイトG・シェ · フィールド |
| 9                      | 投                     | G・マダックス          | 右                     | G・マダックスE・ペレスF・マグリフK・ロックハートC・ジョーンズJ・ブラウザーR・クレスコK・ロフトンM・タッカー | 9                    | 投                   | L・ヘルナンデス      | 右                   | L・ヘルナンデスC・ジョンソンJ・コーナインK・アボットB・ボニーヤE・レンテリアM・アルーD・ホワイトG・シェ · フィールド |
| 先発投手               | 先発投手               | 先発投手               | 投球                   | G・マダックスE・ペレスF・マグリフK・ロックハートC・ジョーンズJ・ブラウザーR・クレスコK・ロフトンM・タッカー | 先発投手             | 先発投手             | 先発投手             | 投球                 | L・ヘルナンデスC・ジョンソンJ・コーナインK・アボットB・ボニーヤE・レンテリアM・アルーD・ホワイトG・シェ · フィールド |
| G・マダックス          | G・マダックス          | G・マダックス          | 右                     | G・マダックスE・ペレスF・マグリフK・ロックハートC・ジョーンズJ・ブラウザーR・クレスコK・ロフトンM・タッカー | L・ヘルナンデス      | L・ヘルナンデス      | L・ヘルナンデス      | 右                   | L・ヘルナンデスC・ジョンソンJ・コーナインK・アボットB・ボニーヤE・レンテリアM・アルーD・ホワイトG・シェ · フィールド |

### 第6戦 10月14日
- ターナー・フィールド（ジョージア州アトランタ）

|                        | 1 | 2 | 3 | 4 | 5 | 6 | 7 | 8 | 9 | R | H  | E |
| ---------------------- | - | - | - | - | - | - | - | - | - | - | -- | - |
| フロリダ・マーリンズ   | 4 | 0 | 0 | 0 | 0 | 3 | 0 | 0 | 0 | 7 | 10 | 1 |
| アトランタ・ブレーブス | 1 | 2 | 0 | 0 | 0 | 0 | 0 | 0 | 1 | 4 | 11 | 1 |

1. 勝利：ケビン・ブラウン（2勝）
2. 敗戦：トム・グラビン（1勝1敗）
3. 審判
［球審］フランク・プーリ
［塁審］一塁: ブルース・フローミング、二塁: チャーリー・ウィリアムズ、三塁: マイク・ウィンタース
［外審］左翼: ジェリー・レイン、右翼: エリック・グレッグ
4. 試合開始時刻: 東部夏時間（UTC-4）午後8時7分  試合時間: 3時間10分  観客: 5万446人  気温: 61°F（16.1°C）
詳細: MLB.com Gameday / Baseball-Reference.com

| フロリダ・マーリンズ | フロリダ・マーリンズ | フロリダ・マーリンズ | フロリダ・マーリンズ | フロリダ・マーリンズ                                                                                               | アトランタ・ブレーブス | アトランタ・ブレーブス | アトランタ・ブレーブス | アトランタ・ブレーブス | アトランタ・ブレーブス                                                                                    |
| -------------------- | -------------------- | -------------------- | -------------------- | --- | ---------------------- | ---------------------- | ---------------------- | ---------------------- | --- |
| 打順                 | 守備                 | 選手                 | 打席                 | K・ブラウンC・ジョンソンJ・コーナインC・カウンセルB・ボニーヤE・レンテリアM・アルーD・ホワイトG・シェ · フィールド | 打順                   | 守備                   | 選手                   | 打席                   | T・グラビンJ・ロペスF・マグリフK・ロックハートC・ジョーンズJ・ブラウザーR・クレスコK・ロフトンM・タッカー |
| 1                    | 中                   | D・ホワイト          | 両                   | K・ブラウンC・ジョンソンJ・コーナインC・カウンセルB・ボニーヤE・レンテリアM・アルーD・ホワイトG・シェ · フィールド | 1                      | 中                     | K・ロフトン            | 左                     | T・グラビンJ・ロペスF・マグリフK・ロックハートC・ジョーンズJ・ブラウザーR・クレスコK・ロフトンM・タッカー |
| 2                    | 遊                   | E・レンテリア        | 右                   | K・ブラウンC・ジョンソンJ・コーナインC・カウンセルB・ボニーヤE・レンテリアM・アルーD・ホワイトG・シェ · フィールド | 2                      | 二                     | K・ロックハート        | 左                     | T・グラビンJ・ロペスF・マグリフK・ロックハートC・ジョーンズJ・ブラウザーR・クレスコK・ロフトンM・タッカー |
| 3                    | 右                   | G・シェフィールド    | 右                   | K・ブラウンC・ジョンソンJ・コーナインC・カウンセルB・ボニーヤE・レンテリアM・アルーD・ホワイトG・シェ · フィールド | 3                      | 三                     | C・ジョーンズ          | 両                     | T・グラビンJ・ロペスF・マグリフK・ロックハートC・ジョーンズJ・ブラウザーR・クレスコK・ロフトンM・タッカー |
| 4                    | 三                   | B・ボニーヤ          | 両                   | K・ブラウンC・ジョンソンJ・コーナインC・カウンセルB・ボニーヤE・レンテリアM・アルーD・ホワイトG・シェ · フィールド | 4                      | 一                     | F・マグリフ            | 左                     | T・グラビンJ・ロペスF・マグリフK・ロックハートC・ジョーンズJ・ブラウザーR・クレスコK・ロフトンM・タッカー |
| 5                    | 一                   | J・コーナイン        | 右                   | K・ブラウンC・ジョンソンJ・コーナインC・カウンセルB・ボニーヤE・レンテリアM・アルーD・ホワイトG・シェ · フィールド | 5                      | 左                     | R・クレスコ            | 左                     | T・グラビンJ・ロペスF・マグリフK・ロックハートC・ジョーンズJ・ブラウザーR・クレスコK・ロフトンM・タッカー |
| 6                    | 左                   | M・アルー            | 右                   | K・ブラウンC・ジョンソンJ・コーナインC・カウンセルB・ボニーヤE・レンテリアM・アルーD・ホワイトG・シェ · フィールド | 6                      | 捕                     | J・ロペス              | 右                     | T・グラビンJ・ロペスF・マグリフK・ロックハートC・ジョーンズJ・ブラウザーR・クレスコK・ロフトンM・タッカー |
| 7                    | 捕                   | C・ジョンソン        | 右                   | K・ブラウンC・ジョンソンJ・コーナインC・カウンセルB・ボニーヤE・レンテリアM・アルーD・ホワイトG・シェ · フィールド | 7                      | 右                     | M・タッカー            | 左                     | T・グラビンJ・ロペスF・マグリフK・ロックハートC・ジョーンズJ・ブラウザーR・クレスコK・ロフトンM・タッカー |
| 8                    | 二                   | C・カウンセル        | 左                   | K・ブラウンC・ジョンソンJ・コーナインC・カウンセルB・ボニーヤE・レンテリアM・アルーD・ホワイトG・シェ · フィールド | 8                      | 遊                     | J・ブラウザー          | 右                     | T・グラビンJ・ロペスF・マグリフK・ロックハートC・ジョーンズJ・ブラウザーR・クレスコK・ロフトンM・タッカー |
| 9                    | 投                   | K・ブラウン          | 右                   | K・ブラウンC・ジョンソンJ・コーナインC・カウンセルB・ボニーヤE・レンテリアM・アルーD・ホワイトG・シェ · フィールド | 9                      | 投                     | T・グラビン            | 左                     | T・グラビンJ・ロペスF・マグリフK・ロックハートC・ジョーンズJ・ブラウザーR・クレスコK・ロフトンM・タッカー |
| 先発投手             | 先発投手             | 先発投手             | 投球                 | K・ブラウンC・ジョンソンJ・コーナインC・カウンセルB・ボニーヤE・レンテリアM・アルーD・ホワイトG・シェ · フィールド | 先発投手               | 先発投手               | 先発投手               | 投球                   | T・グラビンJ・ロペスF・マグリフK・ロックハートC・ジョーンズJ・ブラウザーR・クレスコK・ロフトンM・タッカー |
| K・ブラウン          | K・ブラウン          | K・ブラウン          | 右                   | K・ブラウンC・ジョンソンJ・コーナインC・カウンセルB・ボニーヤE・レンテリアM・アルーD・ホワイトG・シェ · フィールド | T・グラビン            | T・グラビン            | T・グラビン            | 左                     | T・グラビンJ・ロペスF・マグリフK・ロックハートC・ジョーンズJ・ブラウザーR・クレスコK・ロフトンM・タッカー |